# ریویان
ریویان اتوموتیو، شرکت آمریکایی تولیدکننده خودروهای الکتریکی و فناوری‌های خودرویی و تجهیزات تفریحی در فضای باز است که در سال ۲۰۰۹ تأسیس شد. ریویان یک خودروی شاسی‌بلند (SUV) الکتریکی، یک وانت پیکاپ بر پایه پلتفرم «اسکیت‌بورد» که قابلیت پشتیبانی از خودروهای آینده یا استفاده توسط شرکت‌های دیگر را دارد، و یک ون تحویل الکتریکی به نام Rivian EDV تولید می‌کند. ریویان تحویل وانت پیکاپ R1T خود را از اواخر سال ۲۰۲۱ آغاز کرد. این شرکت برنامه داشت تا تا پایان سال ۲۰۲۳ شبکه اختصاصی شارژ خودروهای خود را در ایالات متحده و کانادا احداث کند.
ریویان در ایروین، کالیفرنیا مستقر است و کارخانه تولیدی آن در نورمال، ایلینوی قرار دارد. همچنین این شرکت دارای تأسیسات دیگری در پالو آلتو؛ کارسون؛ پلیموث، میشیگان؛ برنابی، بریتیش کلمبیا؛ ویتمن، آریزونا؛ ووکینگ، انگلستان؛ و بلگراد، صربستان است. ریویان برنامه دارد تا کارخانه‌ای دیگر به ارزش ۵ میلیارد دلار آمریکا در ایالت جورجیا، در شهر سوشل سرکل احداث کند. این شرکت پس از عرضه اولیه سهام خود در نوامبر ۲۰۲۱، بیش از ۱۳.۵ میلیارد دلار سرمایه جذب کرده است.

## وسایل نقلیه
مدل‌های سری R1 شرکت ریوین به‌گونه‌ای طراحی شده‌اند که قابلیت حرکت در مسیرهای آفرود را داشته باشند. هر دو مدل دارای ارتفاع کف ۱۴ اینچ از سطح زمین هستند. بر اساس آزمایش‌های اولیه، این وانت قادر است در کمتر از ۶۰–۰ مایل بر ساعت (۹۶–۰ کیلومتر بر ساعت) شتاب بگیرد، تا عمق ۱٫۱ متر (۱۱۰ سانتی‌متر) در آب حرکت کند و از شیبی با زاویه ۴۵ درجه صعود نماید. این خودرو به چهار موتور الکتریکی مجهز است که هر کدام در نزدیکی یکی از چرخ‌ها قرار گرفته‌اند و هر چرخ به‌صورت مستقل کنترل می‌شود.
بنا به گزارش انگجت، «گران‌ترین مدل‌های این خودروها با هر بار شارژ می‌توانند حدود ۴۵۰ مایل (۷۲۴ کیلومتر) حرکت کنند و موتور ۸۰۰ اسب‌بخاری آن، به گفته اسکارینج، از بسیاری از سوپراسپرت‌های ایتالیایی نیز سریع‌تر است.»
ریوین اعلام کرده‌است که طراحی خودروهایش به‌گونه‌ای است که امکان اشتراک‌گذاری (carsharing) با فناوری خودران در آن‌ها فراهم باشد. افزون بر این، شرکت قصد دارد یک ون تحویل الکتریکی (EDV) در سه اندازه مختلف تولید کند که به ترتیب گنجایش ۵۰۰ فوت مکعب (۱۴٫۱۵ متر مکعب)، ۷۰۰ فوت مکعب (۱۹٫۸ متر مکعب) و ۹۰۰ فوت مکعب (۲۵٫۵ متر مکعب) بار را دارند. هر سه مدل EDV از ساختار فنی مشترکی با سری R1، از جمله باتری‌ها و کنترلرهای ECU، بهره می‌برند.
در دسامبر ۲۰۲۱، ریوین اعلام کرد که بیش از ۷۱٬۰۰۰ پیش‌سفارش برای مدل‌های سری R1 دریافت کرده‌است. این شرکت در سال ۲۰۲۲، مجموعاً ۲۴٬۳۳۷ دستگاه خودرو تولید نمود.

### R1T

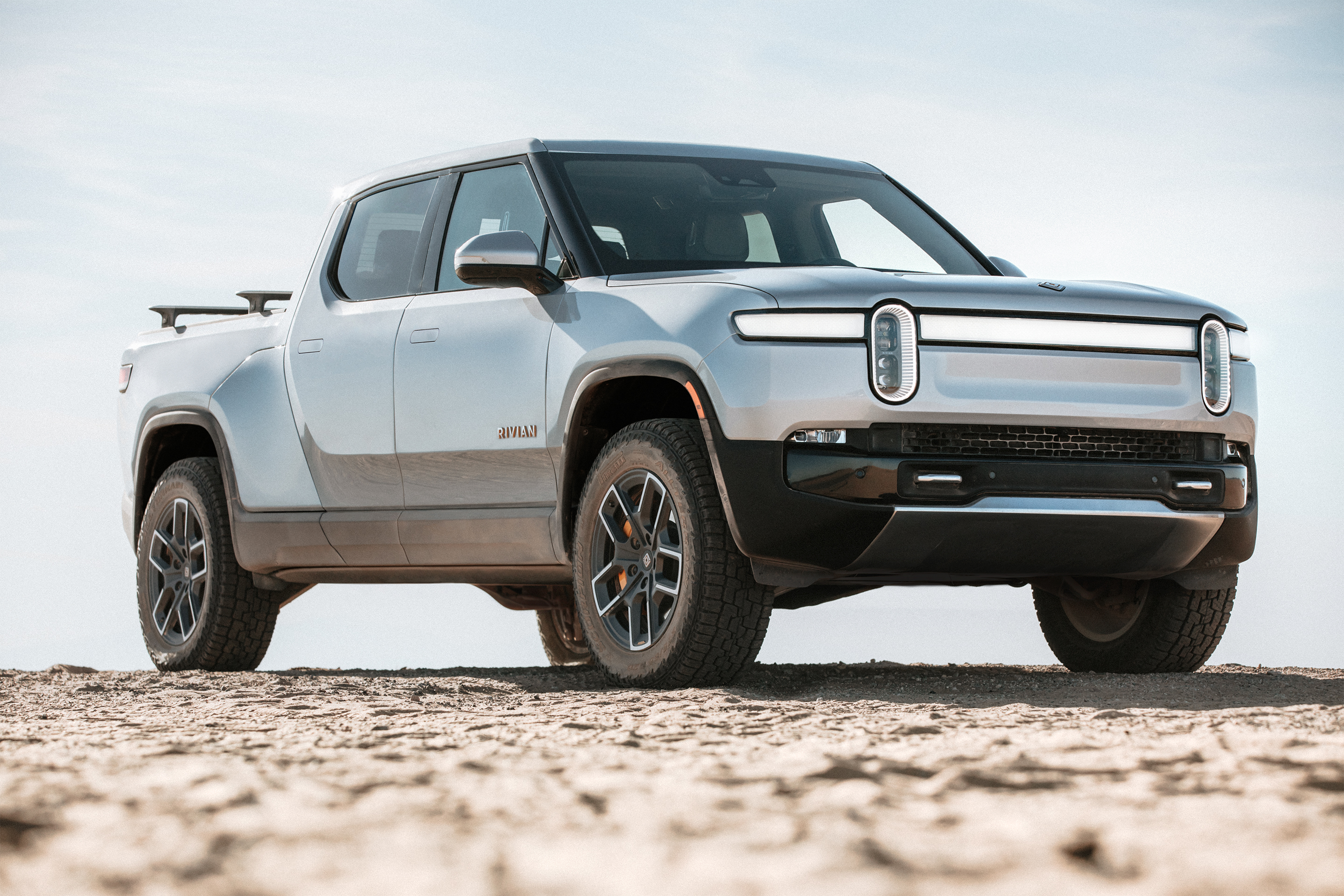
ریوین R1T

مدل R1T یک وانت الکتریکی است که به چهار موتور مجهز شده‌است؛ دو موتور در محور جلو و دو موتور در محور عقب. موتورهای جلو مجموعاً ۴۱۵ اسب‌بخار قدرت و ۴۱۳ پوند فوت (۵۶۰ نیوتن‌متر) گشتاور تولید می‌کنند و موتورهای عقب نیز ۴۲۰ اسب‌بخار و ۴۹۵ پوند فوت (۶۷۱ نیوتن‌متر) گشتاور دارند. این ترکیب منجر به شتاب صفر تا ۶۰ مایل بر ساعت (۹۶ کیلومتر بر ساعت) در مدت ۳ ثانیه می‌شود.
R1T با سه گزینه باتری عرضه می‌شود: ۱۰۵، ۱۳۵ و ۱۸۰ کیلووات‌ساعت. برد پیش‌بینی‌شده با باتری کوچک ۲۳۰ مایل (۳۷۰ کیلومتر)، با باتری متوسط ۳۱۴ مایل (۵۰۵ کیلومتر) و با بزرگ‌ترین باتری بیش از ۴۰۰ مایل (۶۴۳ کیلومتر) است. امکان نصب باتری‌های پشتیبان در بخش بار خودرو وجود دارد که می‌توانند توسط یک خودروی R1T دیگر نیز شارژ شوند، در صورت عدم دسترسی به زیرساخت‌های شارژ.
در دسامبر ۲۰۲۱، R1T عنوان «وانت سال» را از سوی مجله موتور ترند دریافت کرد.
در اوت ۲۰۲۲، شرکت اعلام کرد مدل پایه R1T با نام «اکسپلور» به‌دلیل تقاضای پایین از چرخه تولید خارج می‌شود و تمرکز روی مدل «ادونچر» خواهد بود. این تصمیم به ساده‌سازی زنجیره تأمین و افزایش تولید کمک می‌کند.

### R1S

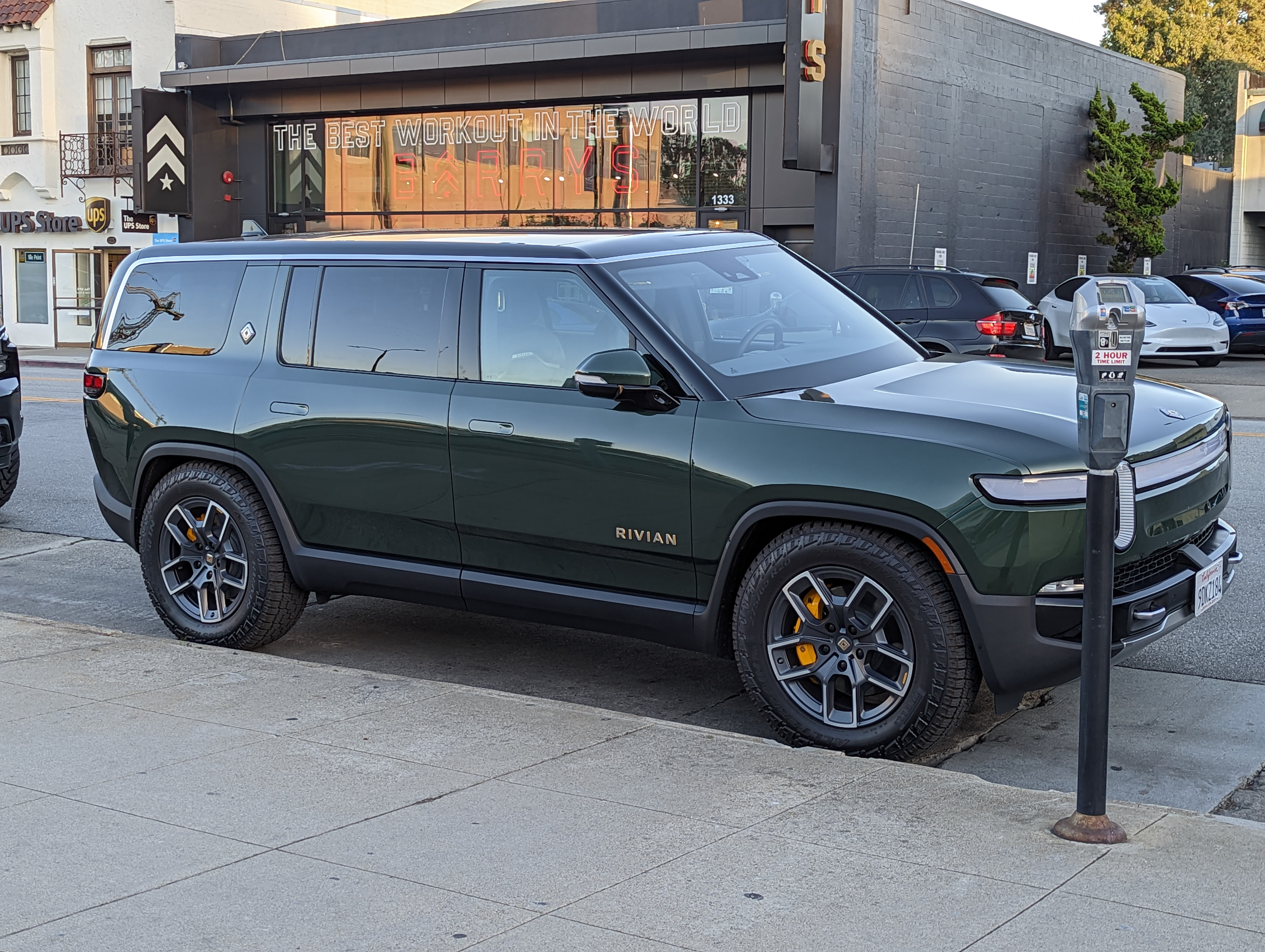
ریوین R1S

مدل R1S نسخه شاسی‌بلند از پلتفرم اولیه ریوین است. این خودرو حدود ۹۱ درصد از قطعات خود را با مدل R1T به اشتراک دارد که شامل شاسی، سیستم‌های تعلیق، ترمز، سامانه خنک‌کننده و باتری مرکزی می‌شود.
پلتفرم اسکیت‌بورد ریوین ساختاری صاف و کم‌ارتفاع با مرکز ثقل پایین دارد که مختص خودروهای الکتریکی است و امکان نصب آسان بدنه‌های مختلف روی آن را فراهم می‌کند.

## تاریخچه

### آغاز به کار (۲۰۰۹–۲۰۱۵)
این شرکت در راک‌لِج، فلوریدا در سال ۲۰۰۹ با نام «Mainstream Motors» توسط رابرت "RJ" اسکارینج تأسیس شد. پس از تغییر نام به «Avera Automotive» یا «Avera Motors»، و نهایتاً «Rivian Automotive» در سال ۲۰۱۱ (بازی با کلمه «رِیوین» برگرفته از رودخانه ایندیان ریور در فلوریدا که اسکارینج در آن بزرگ شده بود)، شرکت شروع به تمرکز روی خودروهای خودران و خودروهای الکتریکی کرد.

RJ Scaringe با نمونه اولیه خودروی اسپرت R1

اولین مدل خودرو ریویان قرار بود یک خودروی اسپرت باشد. این خودرو که «R1» نام داشت، به صورت نمونه اولیه به شکل یک خودروی هیبریدی کوپه با طراحی موتور وسط برای بازار آمریکا طراحی شده بود و توسط پیتر استیونز طراحی شده بود. اما این پروژه در اواخر ۲۰۱۱ کنار گذاشته شد تا ریویان بتواند کسب‌وکار خود را مجدداً راه‌اندازی کند و تأثیر بیشتری بر صنعت خودروسازی آمریکا بگذارد.
ریویان در سال ۲۰۱۵ سرمایه‌گذاری بزرگی دریافت کرد و به سرعت رشد کرد و تأسیسات تحقیقاتی خود را در میشیگان و منطقه خلیج سان‌فرانسیسکو افتتاح نمود. اندکی بعد، ریویان به صورت انحصاری روی خودروهای الکتریکی خودران کار کرد تا شبکه‌ای از محصولات مرتبط بسازد. همچنین نمونه اولیه‌های خود را به سمت بازارهای «اشتراک‌گذاری سواری» و «خودروهای بدون راننده» سوق داد. هر دو خودرو به‌گونه‌ای طراحی شده بودند که برای عبور از زمین‌های ناهموار مناسب باشند و قابلیت نیمه‌خودران داشتند و شرکت برنامه‌ریزی کرده بود نسل بعدی مدل‌ها به‌صورت کامل خودران باشند. تولید این خودروها قرار بود از سال ۲۰۲۰ آغاز شود.
ریویان در ابتدای سال ۲۰۱۸، حدود ۲۵۰ کارمند داشت. تا فوریه ۲۰۱۹، تعداد کارکنان این شرکت به ۷۵۰ نفر افزایش یافت که در چندین مرکز در ایالت‌های میشیگان، ایلینوی، کالیفرنیا و همچنین در بریتانیا مشغول به کار بودند. در نوامبر ۲۰۲۰، تعداد کارکنان ریویان به بیش از ۳۰۰۰ نفر رسید. طی سال بعد، تعداد کارکنان تقریباً سه برابر شد و در نوامبر ۲۰۲۱، ریویان بیش از ۹۰۰۰ کارمند داشت.
|url=https://www.chicagotribune.com/business/columnists/ct-rivian-mitsubishi-robert-reed-1214-biz-20161214-column.html |title=Who is the mysterious auto startup that wants to bring jobs back to a shuttered Mitsubishi plant in Normal? |last1=Reed |first1=Robert |date=December 15, 2016 |access-date=December 1, 2017 |newspaper=Chicago Tribune |archive-url=https://web.archive.org/web/20171201232639/http://www.chicagotribune.com/business/columnists/ct-rivian-mitsubishi-robert-reed-1214-biz-20161214-column.html |archive-date=December 1, 2017 |url-status=live}}</ref>